# Thomas Flensborg Madsen
Thomas Flensborg Madsen (født 23. marts 1982) er en tidligere dansk atlet medlem af Sparta Atletik tidligere i Nivå GF.
Flensborg Madsen blev Årets fund i Dansk Atletik Forbund 2001 efter att han opnåede en femteplads i trespring til europamesterskaberne
for juniorer i Italien.
Flensborg Madsens personlige rekord i trespring nåede han på Copenhagen Athletics Games 2005 med 16,09, en historisk konkurrence da det var første gang nogensinde at to danskere sprang over 16 meter i samme konkurrence, Anders Møller sprang 16,20.
Flensborg Madsens træner var svenskeren Leif Dahlberg.
Flensborg Madsens studerede på University of Minnesota fra 2002-2005.

## Internationale ungdomsmesterskaber
- 2002 U21-NM Trespring  Guld 15,47
- 2001 JEM Trespring 5.plads 15,73w
- 2001 U21-NM Trespring  Sølv 15,79w
- 2000 U21-NM Trespring 5.plads 14,72
- 1999 U21-NM Længdespring 4.plads 7,17
- 1999 U21-NM Trespring 6.plads 14,60

## Danske mesterskaber
- Guld 2008 4 x 100 meter 42,33
- Sølv 2007 Trespring 15,68
- Guld 2007 Trespring inde 15.46
- Guld 2005 110 meter hæk 15.05
- Guld 2005 Trespring 15,79
- Sølv 2005 Trespring inde 15,81
- Guld 2004 110 meter hæk 15.11
- Sølv 2004 Trespring 15,07
- Sølv 2004 Længdespring inde 7,18
- Sølv 2004 Trespring inde 15,44
- Sølv 2003 Trespring 14,89
- Bronze 2003 Længdespring 3 6,96
- Sølv 2002 Trespring 15,48
- Sølv 2001 Trespring 15,40
- Sølv 2001 Trespring inde 14,93
- Bronze 2000 Trespring 14,59

## Personlige rekord
- Trespring: 16,09 (2005)
- Længdespring: 7,47 (2003)
- 110 meter hök: 14,89 (2004)

## Danske rekord
Junior
- Trespring inde 14,93 25 februar 2001